# Maximilian-Kaserne

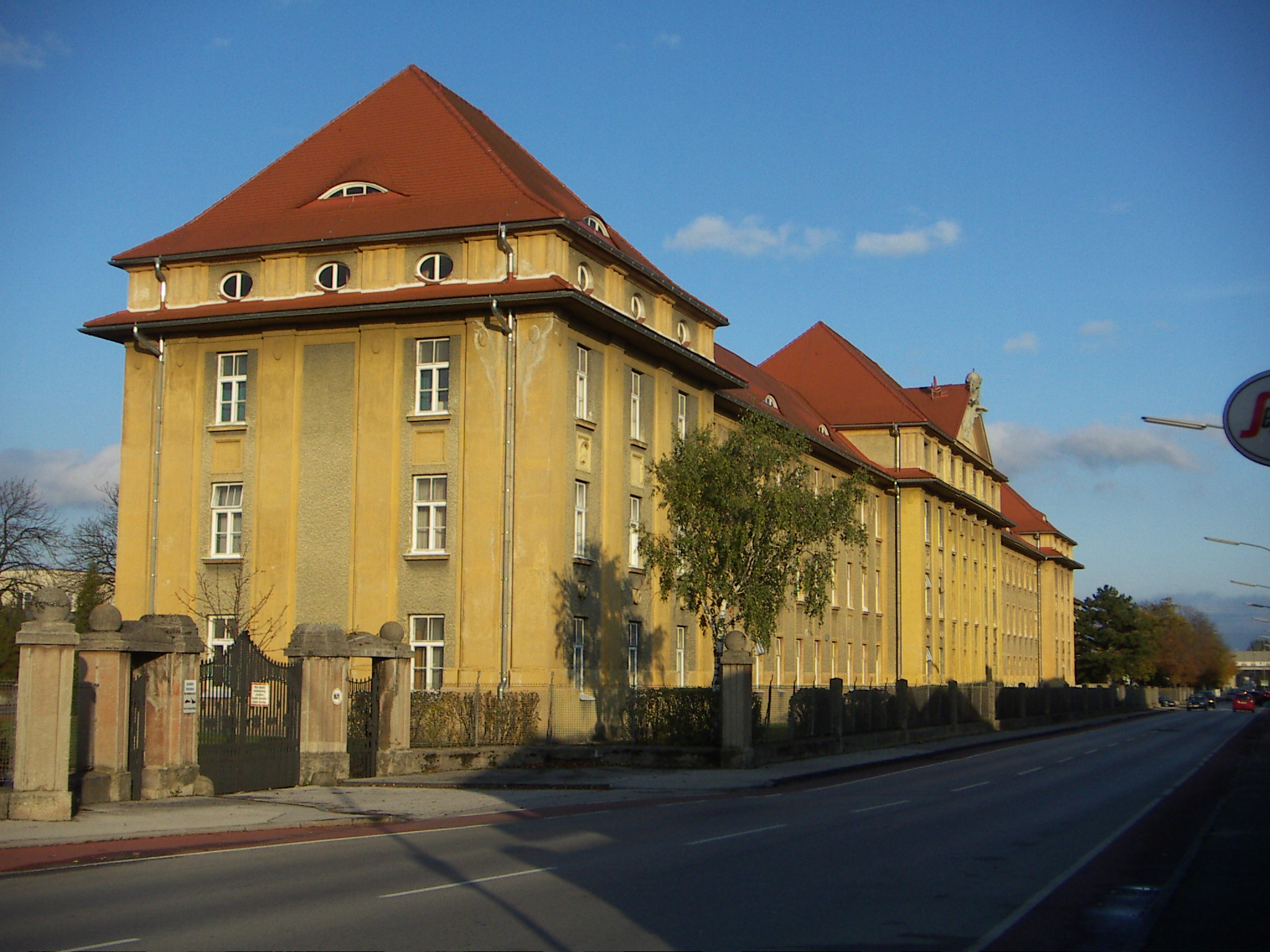
Maximilian-Kaserne

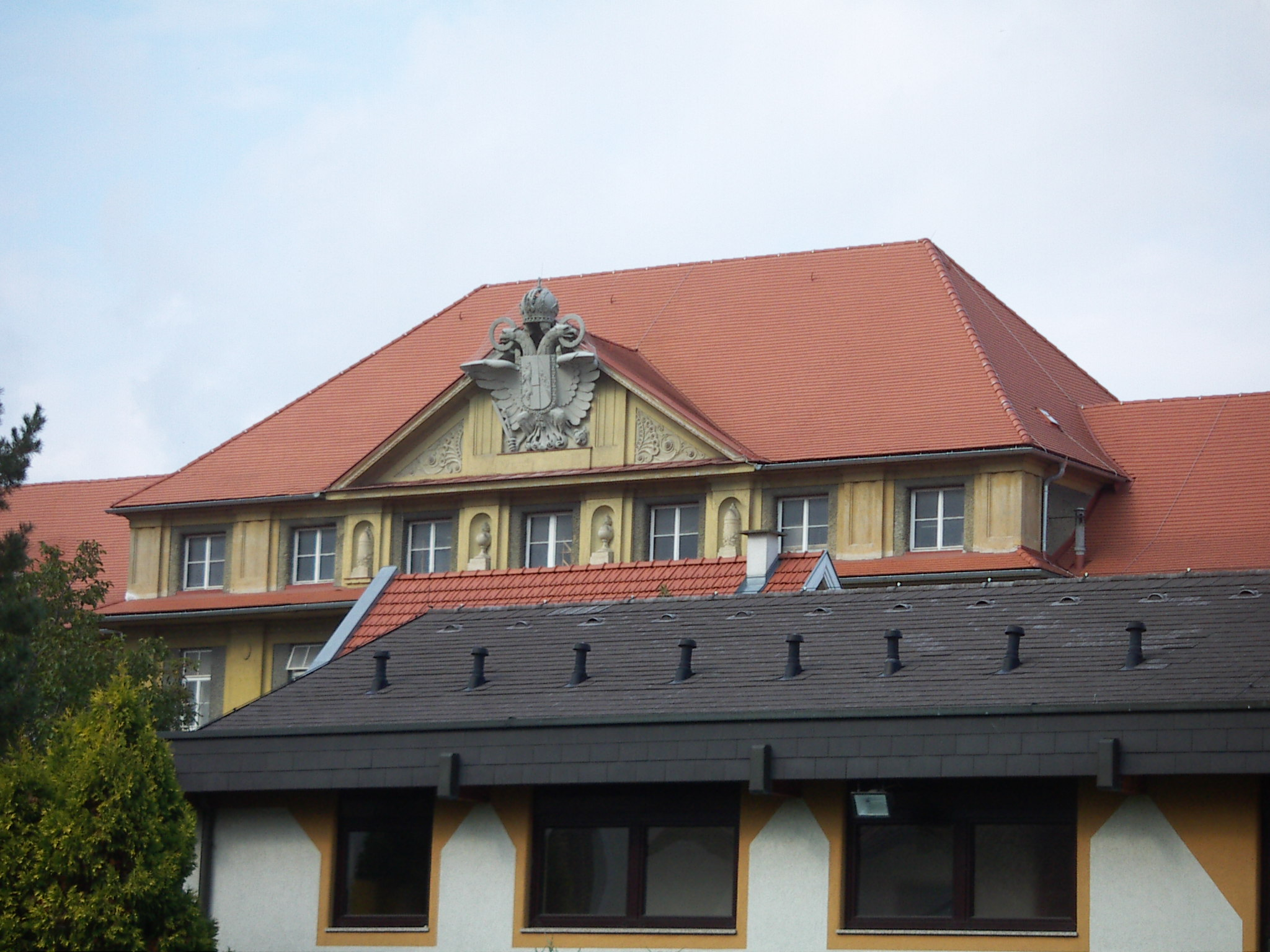
Detail Mittelrisalit mit Giebelfeld mit Doppeladler

Die Maximilian-Kaserne, ehemals Artilleriekaserne, ist eine Kaserne des Jagdkommandos des österreichischen Bundesheeres in Wiener Neustadt, Fischauer Gasse 66.

## Gebäude
Die Kaserne wurde in den Jahren 1909 bis 1911 für die k.u.k. Armee nach den Plänen der Architekten Siegfried Theiss und Hans Jaksch errichtet. Der lange Monumentalbau mit mächtigem Mittelrisalit und zwei Seitenrisaliten ist mit neoklassizistischer Fassade mit reicher plastischer Gliederung versehen. Es gibt Tropaionreliefs mit Darstellungen von unterschiedlichen Waffen und Rüstungen. Im Giebel des Mittelrisaliten eine Plastik mit Doppeladler und österreichischer Kaiserkrone.

## Geschichte
Bezogen wurde die Artilleriekaserne vom Feldkanonenregiment Nr. 9, welches von Wien nach Wiener Neustadt verlegt wurde. Später wurde die Kaserne nach Kaiser Maximilian I (1459–1519), dem Begründer der österreichischen Artillerie, benannt. Heute wird die Kaserne vom Jagdkommando genutzt. Im Jahre 2009 wurde der dahinterliegende Hof als Teilfläche mit 62.000 m² mit den Hallen für Waffen und Munition, mit Ausstattungen für Transport und Kommunikation, mit Werkstätten und Sportplätzen, verkauft. Angaben zum Käufer und zum Kaufpreis gibt es nicht. Das denkmalgeschützte Hauptgebäude erwies sich als unverkäuflich und soll weiterhin Sitz des Jagdkommandos bleiben. Die Ausstattung in verkauften Hof wird nach der Auflösung eines Jagdpanzerbataillons und eines Artillerieregiments in die nahegelegene Flugfeldkaserne verlegt, wobei die Kosten für notwendige Bauten dieser Dislozierung aus dem Verkaufserlös finanziert werden. Hofseitig wird seit 2010 nach Wien, Graz und Klagenfurt die vierte Zentralküche der österreichischen Streitkräfte für 23 Kasernen in Niederösterreich und 2 Kasernen in nördlichen Burgenland errichtet.
Im verkauften Grundstücksbereich werden Doppelhäuser, Reihenhäuser und Wohnungen errichtet.